# Don Juan Manuel

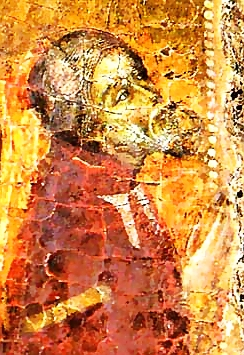
Portretul lui Juan Manuel (pictură pe peretele catredralei din Murcia)

Infante Don Juan Manuel (n. 5 mai 1282 – d. 13 iunie 1348) a fost un scriitor medieval spaniol, principe și nepot al lui Alfonso cel Înțelept.
A scris o proză cu caracter didactic și sentențios, caracterizată prin fluența narațiunii, concizia și sobrietatea expresiei sau inspirată din legende orientale.

## Scrieri
- 1326: Cartea cavalerului și a scutierului ("Libro del caballero y del escudero")
- 1330: Cartea statelor ("El libro de los estados")
- 1332: Cartea neterminată ("Libri infinido")
- 1335: Cartea lui Patronio sau a contelui Lucanor ("Libro de Patronio o del conde Lucanor")
- Cartea de vânătoare ("Libro de montería").